# Santa Fe de Mondújar
Santa Fe de Mondújar – gmina w Hiszpanii, w prowincji Almería, w Andaluzji, o powierzchni 34,87 km². W 2011 roku gmina liczyła 463 mieszkańców.